# Vilis Janums
Vilis Janums, född 7 januari 1894 i Kurland och död 6 augusti 1981 i Münster, Tyskland, var en lettisk officer som deltog i första och andra världskriget. Under första världskriget tjänade Janums i den kejserliga ryska armén. Efter kriget värvades han till röda armén, från vilken han senare deserterade för att gå med i den lettiska frihetsrörelsen, för vilken han stred i bland annat slaget vid Cēsis. Efter kriget gjorde Janums karriär inom den lettiska militären, men efter den sovjetiska ockupationen av Lettland 1940 flydde han till Tyskland. I och med Operation Barbarossa återvände Janums till Lettland, där han blev en högt rankad officer i lettiska legionen, de facto en del av SS. 1945 överlämnade sig Janums till de allierade styrkorna.
Janums släpptes från fångenskapen 1946 och blev snabbt aktiv inom den lettiska exilrörelsen. Samma år blev han en av grundarna till den sedermera världsomspännande organisationen Daugavas Vanagi, för vilken han förblev ledare fram till 1969.